# Lavalle (Santiago del Estero)
Lavalle is een plaats in het Argentijnse bestuurlijke gebied Guasayán in de provincie Santiago del Estero. De plaats telt 1.617 inwoners.